# Deposit (Nowy Jork)
Deposit – miasto w Stanach Zjednoczonych, w stanie Nowy Jork, w hrabstwie Delaware.